# Charlot Salwai
Charlot Salwai (ur. 24 kwietnia 1963) – vanuacki polityk. Pełnił kolejno funkcje: ministra handlu, ministra ds. ziemi, ministra edukacji, ministra finansów, ministra spraw wewnętrznych. Premier Vanuatu od 11 lutego 2016 do 20 kwietnia 2020 i ponownie od 6 października 2023 do 11 lutego 2025.